# Black Hand Inn
Black Hand Inn osmi je studijski album njemačkog heavy metal-sastava Running Wild. Diskografska kuća Noise Records objavila ga je 24. ožujka 1994. Konceptualni je album o uskrslom čovjeku koji predviđa smak svijeta.

## Recenzije
Godine 2005. Black Hand Inn pojavio se na 394. mjestu popisa The 500 Greatest Rock & Metal Albums of All Time.

## Popis pjesama
Tekstovi i glazba: Rolf Kasparek. 
| 1.    | »The Curse«                                | 3:15  |
| 2.    | »Black Hand Inn«                           | 4:32  |
| 3.    | »Mr. Deadhead«                             | 4:02  |
| 4.    | »Soulless«                                 | 4:57  |
| 5.    | »The Privateer«                            | 4:21  |
| 6.    | »Fight the Fire of Hate«                   | 6:38  |
| 7.    | »The Phantom of Black Hand Hill«           | 6:25  |
| 8.    | »Freewind Rider«                           | 5:15  |
| 9.    | »Powder and Iron«                          | 5:18  |
| 10.   | »Dragonmen«                                | 5:42  |
| 11.   | »Genesis (The Making and the Fall of Man)« | 15:18 |
| 65:43 |                                            |       |

| Bonus pjesme na ponovnom izdanju | Bonus pjesme na ponovnom izdanju | Bonus pjesme na ponovnom izdanju | Bonus pjesme na ponovnom izdanju | Bonus pjesme na ponovnom izdanju | Bonus pjesme na ponovnom izdanju | Bonus pjesme na ponovnom izdanju | Bonus pjesme na ponovnom izdanju | Bonus pjesme na ponovnom izdanju | Bonus pjesme na ponovnom izdanju |
| Br.                              | Skladba                          | Trajanje                         |                                  |                                  |                                  |                                  |                                  |                                  |                                  |
| -------------------------------- | -------------------------------- | -------------------------------- | -------------------------------- | -------------------------------- | -------------------------------- | -------------------------------- | -------------------------------- | -------------------------------- | -------------------------------- |
| 12.                              | »Dancing on a Minefield«         | 5:00                             |                                  |                                  |                                  |                                  |                                  |                                  |                                  |
| 13.                              | »Poisoned Blood«                 | 3:44                             |                                  |                                  |                                  |                                  |                                  |                                  |                                  |
| 74:27                            |                                  |                                  |                                  |                                  |                                  |                                  |                                  |                                  |                                  |

## Zasluge
| Running Wild - Rock 'n' Rolf – vokal, gitara, produkcija - Thilo Hermann – solo-gitara - Thomas Smuszynski – bas-gitara - Jörg Michael – bubnjevi Dodatni glazbenici - Ralf Nowy – flauta (na pjesmi "Dragonmen") - Thomas Rettke – prateći vokal | Ostalo osoblje - Marisa Jacobi – grafički dizajn, tipografija - Karl-U. Walterbach – produkcija - Andreas Marschall – naslovnica albuma - Charlie Bauerfeind – inženjer zvuka, miks, mastering - Sascha Paeth – dodatni inženjer zvuka, programiranje |